# Parot (sèrie de televisió)
Parot és una sèrie de televisió espanyola de gènere policíac original de Televisión Española. Escrita per Pilar Nadal, també creadora, la sèrie està basada en l'anul·lació de la Doctrina Parot a Espanya en 2013. La sèrie s'estrena el 28 de maig de 2021 a Amazon Prime Video.

## Sinopsi
Després de l'anul·lació de la doctrina Parot en Espanya en 2013, més de 100 presos van aconseguir l'excarceració. No obstant això, a mesura que passen els dies, van apareixent assassinats els presos excarcerats de la mateixa forma en què ho van ser les seves víctimes, per la qual cosa la policia Isabel Mora intentarà per tots els mitjans atrapar a l'assassí.

## Repartiment
- Adriana Ugarte com Isabel Mora
- Javier Albalá com Jorge Nieto
- Iván Massagué com Julián López de Haro
- Blanca Portillo com Andrea Llanes
- Patricia Vico com Ana Hurtado
- Michel Brown com Plaza
- Nicole Wallace com Sol
- Antonio Dechent com El Comisario
- Marcos Marín com Abaño
- Rodrigo Poisón com Perea
- Nacho Fresneda com Patas
- Max Mariegues com Basauri
- Alex Hafner com El Nuevo
- Juan Gea com pare de Julián
- Sara Jiménez com Elena

## Episodis
| Núm. | Títol              | Direcció        | Guió                                                                  | Data d'estrena original |
| ---- | ------------------ | --------------- | --------------------------------------------------------------------- | ----------------------- |
| 1    | «La excarcelación» | Gustavo Ron     | Pilar Nadal, Alonso Laporta, Luis Murillo Arias y Luis Murillo Moreno | 28 de maig de 2021      |
| 2    | «Otra vez juntos»  | Gustavo Ron     | Pilar Nadal y Alonso Laporta                                          | 28 de maig de 2021      |
| 3    | «Carnaval»         | Rafa Montesinos | Pilar Nadal, Alonso Laporta, Luis Murillo Arias y Luis Murillo Moreno | 28 de maig de 2021      |
| 4    | «El traslado»      | Rafa Montesinos | Pilar Nadal, Alonso Laporta, Olga Salvador y Mauricio Romero          | 28 de maig de 2021      |
| 5    | «Protestas»        | Gustavo Ron     | Pilar Nadal y Alonso Laporta                                          | 28 de maig de 2021      |
| 6    | «El zoo»           | Rafa Montesinos | Pilar Nadal, Mauricio Romero y Olga Salvador                          | 28 de maig de 2021      |
| 7    | «La entrevista»    | Gustavo Ron     | Pilar Nadal y Alonso Laporta                                          | 28 de maig de 2021      |
| 8    | «El hayedo»        | Rafa Montesinos | Pilar Nadal, Mauricio Romero y Olga Salvador                          | 28 de maig de 2021      |
| 9    | «Festival»         | Gustavo Ron     | Pilar Nadal, Alonso Laporta, Luis Murillo Arias y Luis Murillo Moreno | 28 de maig de 2021      |
| 10   | «Una foto contigo» | Rafa Montesinos | Pilar Nadal, Olga Salvador, Mauricio Romero y Alonso Laporta          | 28 de maig de 2021      |